# Premi BAFTA 1994
La 47ª edizione dei British Academy Film Awards, conferiti dalla British Academy of Film and Television Arts alle migliori produzioni cinematografiche del 1993, ha avuto luogo il 15 aprile 1994.

## Vincitori e nomination

### Miglior film
- Schindler's List - La lista di Schindler (Schindler's List), regia di Steven Spielberg
- Lezioni di piano (The Piano), regia di Jane Campion
- Quel che resta del giorno (The Remains of the Day), regia di James Ivory
- Viaggio in Inghilterra (Shadowlands), regia di Richard Attenborough

### Miglior film non in lingua inglese
- Addio mia concubina (Bàwáng Bié Jī), regia di Chen Kaige
- Come l'acqua per il cioccolato (Como agua para chocolate), regia di Alfonso Arau
- Un cuore in inverno (Un cœur en hiver), regia di Claude Sautet
- Indocina (Indochine), regia di Régis Wargnier

### Miglior regista
- Steven Spielberg – Schindler's List - La lista di Schindler (Schindler's List)
- Richard Attenborough – Viaggio in Inghilterra (Shadowlands)
- Jane Campion – Lezioni di piano (The Piano)
- James Ivory – Quel che resta del giorno (The Remains of the Day)

### Miglior attore protagonista
- Anthony Hopkins – Quel che resta del giorno (The Remains of the Day)
- Daniel Day-Lewis – Nel nome del padre (In the Name of the Father)
- Anthony Hopkins – Viaggio in Inghilterra  (Shadowlands)
- Liam Neeson – Schindler's List - La lista di Schindler (Schindler's List)

### Miglior attrice protagonista
- Holly Hunter – Lezioni di piano (The Piano)
- Miranda Richardson – Tom & Viv - Nel bene, nel male, per sempre (Tom & Viv)
- Emma Thompson – Quel che resta del giorno (The Remains of the Day)
- Debra Winger – Viaggio in Inghilterra (Shadowlands)

### Miglior attore non protagonista
- Ralph Fiennes – Schindler's List - La lista di Schindler (Schindler's List)
- Ben Kingsley – Schindler's List - La lista di Schindler (Schindler's List)
- Tommy Lee Jones – Il fuggitivo (The Fugitive)
- John Malkovich – Nel centro del mirino (In the Line of Fire)

### Miglior attrice non protagonista
- Miriam Margolyes – L'età dell'innocenza (The Age of Innocence)
- Holly Hunter – Il socio (The Firm)
- Winona Ryder – L'età dell'innocenza (The Age of Innocence)
- Maggie Smith – Il giardino segreto (The Secret Garden)

### Miglior sceneggiatura originale
- Danny Rubin e Harold Ramis – Ricomincio da capo (Groundhog Day)
- Nora Ephron, David S. Ward, Jeff Arch – Insonnia d'amore (Sleepless in Seattle)
- Jane Campion – Lezioni di piano (The Piano)
- Jeff Maguire – Nel centro del mirino (In the Line of Fire)

### Miglior sceneggiatura non originale
- Steven Zaillian – Schindler's List - La lista di Schindler (Schindler's List)
- Terry George e Jim Sheridan – Nel nome del padre (In the Name of the Father)
- Ruth Prawer Jhabvala – Quel che resta del giorno (The Remains of the Day)
- Bo Goldman – Scent of a Woman - Profumo di donna (Scent of a Woman)
- William Nicholson – Viaggio in Inghilterra (Shadowlands)

### Miglior fotografia
- Janusz Kamin'ski – Schindler's List - La lista di Schindler (Schindler's List)
- Michael Ballhaus – L'età dell'innocenza (The Age of Innocence)
- Stuart Dryburgh – Lezioni di piano (The Piano)
- Tony Pierce-Roberts – Quel che resta del giorno (The Remains of the Day)

### Migliore colonna sonora
- John Williams – Schindler's List - La lista di Schindler (Schindler's List)
- Alan Menken – Aladdin
- Michael Nyman – Lezioni di piano (The Piano)
- Marc Shaiman – Insonnia d'amore (Sleepless in Seattle)

### Miglior scenografia
- Andrew McAlpine – Lezioni di piano (The Piano)
- Thomas Sanders – Dracula di Bram Stoker (Bram Stoker's Dracula)
- Dante Ferretti – L'età dell'innocenza (The Age of Innocence)
- Allan Starski – Schindler's List - La lista di Schindler (Schindler's List)

### Miglior montaggio
- Michael Kahn – Schindler's List - La lista di Schindler (Schindler's List)
- Dennis Virkler, David Finfer, Dean Goodhill, Don Brochu, Richard Nord, Don Hoenig – Il fuggitivo (The Fugitive)
- Veronika Jenet – Lezioni di piano (The Piano)
- Anne V. Coates – Nel centro del mirino (In the Line of Fire)

### Migliori costumi
- Janet Patterson – Lezioni di piano (The Piano)
- Eiko Ishioka – Dracula di Bram Stoker (Bram Stoker's Dracula)
- Phyllis Dalton – Molto rumore per nulla (Much Ado About Nothing)
- Sandy Powell – Orlando
- Anna B. Sheppard – Schindler's List - La lista di Schindler (Schindler's List)

### Miglior trucco
- Morag Ross – Orlando
- Greg Cannom, Michèle Burke, Matthew W. Mungle – Dracula di Bram Stoker (Bram Stoker's Dracula)
- Kevin Haney, Katherine James, Fred C. Blau Jr., Fern Buchner – La famiglia Addams 2 (Addams Family Values)
- Christina Smith, Matthew W. Mungle, Waldemar Pokromski, Pauline Heys – Schindler's List - La lista di Schindler (Schindler's List)

### Miglior sonoro
- John Leveque, Bruce Stambler, Becky Sullivan, Scott D. Smith, Donald O. Mitchell, Michael Herbick, Frank A. Montaño – Il fuggitivo (The Fugitive)
- Richard Hymns, Ron Judkins, Gary Summers, Gary Rydstrom, Shawn Murphy – Jurassic Park
- Lee Smith, Tony Johnson, Gethin Creagh – Lezioni di piano (The Piano)
- Charles L. Campbell, Louis L. Edemann, Robert Jackson, Ron Judkins, Andy Nelson, Steve Pederson, Scott Millan – Schindler's List - La lista di Schindler (Schindler's List)

### Migliori effetti speciali
- Dennis Muren, Stan Winston, Phil Tippett, Michael Lantieri – Jurassic Park
- Don Paul, Steve Goldberg – Aladdin
- Roman Coppola, Gary Gutierrez, Michael Lantieri, Gene Warren Jr. – Dracula di Bram Stoker (Bram Stoker's Dracula)
- William Mesa, Roy Arbogast – Il fuggitivo (The Fugitive)

### Miglior cortometraggio
- Franz Kafka's It's a Wonderful Life, regia di Peter Capaldi
- One Night Stand, regia di Bill Britten
- A Small Deposit, regia di Eleanor Yule
- Syrup, regia di Paul Unwin

### Miglior film di animazione
- I pantaloni sbagliati (The Wrong Trousers), regia di Nick Park
- Bob's Birthday, regia di David Fine e Alison Snowden
- Britannia, regia di Joanna Quinn
- Il villaggio (The Village), regia di Mark Baker